# Ipirá
Ipirá es un municipio brasileño del estado de Bahía. Su población estimada en 2004 era de 61.271 habitantes.
Se separó de Feria de Santana y fue automáticamente creada por la Resolución Provincial n.º 520, del 20 de abril de 1855, con el topónimo de Santana do Camisão, en homenaje a su antigua localización,
Por el Decreto n.º 7.521, del 20 de julio de 1931, pasó a llamarse Ipirá, nombre de origen indígena cuyo significado es "Ipi" (río) y "Rá" (pez) - "río del pez". 